# Тригонометрическое нивелирование

прямоугольный треугольник на решении которого основано тригонометрическое нивелирование

Тригонометрическое нивелирование или Геодезическое нивелирование — метод определения разностей высот точек (превышений) на какой либо поверхности основанный на простой связи угла наклона визирного луча и расстоянием между точками.
Другими словами Тригонометрическое нивелирование — метод определения превышений по измеренному углу наклона и длине наклонной линии или её проекции на горизонтальную плоскость.
Тригонометрическое нивелирование называют также геодезическим или нивелированием наклонным лучом.
Метод тригонометрического нивелирования является неотъемлемой частью ряда технических процессов при производстве тахеометрических съемок. Однако такой способ считается мало точным и не пригоден для более сложных задач. Применяется при перепадах высот местности, где геометрическое нивелирование не рекомендовано и/или экономически не целесообразно. Тригонометрическое нивелирование дает особенно уверенные результаты, когда визирный луч проходит высоко над поверхностью земли при работах в горных (с углами наклона более 6°) и резко всхолмленных или пересеченных (4-6°) районах. Для более точных работ в равнинных районах (с углами наклона до 2°)  визирный луч должен быть поднят не менее чем на 2 метра над подстилающей поверхностью. В южных районах могут содержатся значительные ошибки даже при большей высоте визирного луча. Для измерении используют периоды достаточно четких и спокойных изображений, исключая время близкое к восходу и заходу солнца в пределах 2 часов.

## Технологическая схема
Суть технологии измерения одиночного превышения между двумя точками способом тригонометрического нивелирования заключается в следующем. На одном исходном пункте устанавливается инструмент с возможностью измерения горизонтального угла. Инструментом осуществляются ориентирование (наведение) на цель (определяемый пункт) и измерение вертикального угла и наклонного расстояния.

## Упрощенная формула
зная S — наклонное расстояние и вертикальный угол α, можно вычислить превышение между точками h.
{\displaystyle h=S\cdot \sin \alpha .}

## Полная и сложная формулы
Тригонометрическое нивелирование применяется при топогеодезических работах на земной поверхности и маркшейдерских съёмках в горных выработках, наклоны которых свыше 8°. По причине невозможности применения классического (геометрического) нивелирования.
Постольку поскольку в геодезии основными измерительными инструментами (приборами) определяющими вертикальный угол являются теодолит и тахеометр. Требующие установки на штатив. Формула тригонометрического нивелирования будет выглядеть сложнее.
{\displaystyle h=S\cdot \sin \alpha +i-v.} или
{\displaystyle h=d\cdot \tan \alpha +i-v.}
где:
```
   S - наклонное расстояние;
   d - горизонтальное проложение;
   α - угол наклона между визирующим лучом и горизонтальным проложением;
   i - высота инструмента;
   v - высота (цели) визирования.
```

Эта формула точна только для малых расстояний, когда можно не считаться с влиянием кривизны Земли и искривлением светового луча в атмосфере.
Полная формула имеет вид.
{\displaystyle h=d\cdot \tan \alpha +i-v+(i-k)d2/2R.}
где:
```
   S - наклонное расстояние;
   d - горизонтальное проложение;
   α - угол наклона между визирующим лучом и горизонтальным проложением;
   i - высота инструмента;
   v - высота (цели) визирования.
   R - радиус Земли как шара 
   k - коэффициент рефракции
```

## Методы тригонометрического нивелирования
Различают 3 основных метода:
```
  -  одностороннее нивелирование «вперед»;
```

```
  -  двухстороннее нивелирование
```

```
  -  нивелирование «из середины»;
```

При одностороннем нивелировании угол и расстояние измеряется единожды.
При двухстороннее нивелирование угол и расстояние измеряется дважды (в прямом и обратном направлении)
Метод «из середины» предполагает под собой сочетание первых 2-х методов (измерения четырежды — дважды в прямом и дважды в обратном направлениях). Не стоит путать с методом Геометрического нивелирования «из середины» основанного на Теореме о вертикальных углах. В тригонометрическом нивелирование это условие не соблюдается.

## Инструменты использующие тригонометрическое нивелирование
- Секстант
- Кипрегель
- Теодолит
- Тахеометр